# Eupsittula canicularis
El perico atolero, perico frente naranja o aratinga frente naranja (Eupsittula canicularis) es una especie de ave psitaciforme de la familia Psittacidae. Es principalmente verde con la corona verde-azul y frente naranja. Se distribuye desde la vertiente de la Costa del Pacífico del centro de México hasta el sur de Panamá. Ha sido reclasificado recientemente como especie vulnerable por la Lista Roja de la UICN debido a una drástica disminución en su población, debido a la pérdida de hábitat y al contrabando ilegal como mascotas, y se encuentra bajo protección especial por la SEMARNAT.

## Nombres comunes
Comúnmente, esta ave es conocida como «perico atolero», y este nombre se debe a que cuando son jóvenes, en cautiverio se acostumbra a criarlos alimentándolos con atole de maíz. También es conocido como «perico frente naranja», porque, como su nombre lo indica, presenta plumas naranjas en su frente. En Nicaragua también es conocido como chocoyo chanero principalmente por su apariencia desaliñada en comparación a los conocidos como chocoyo sapoyol. Asimismo, en México se le llama popularmente chocoyo (nombre que comparte con otras especies del género Eupsittula, y también de los géneros Aratinga y Psittacara), y en Honduras como perico guayabero, debido al hábito de estos loros de comer guayabas durante su temporada de cosecha.

## Descripción
El perico atolero alcanza 20,5 cm de largo y 80 g de peso. El adulto es principalmente verde, más pálido y amarillento por debajo y con un tono oliváceo en el pecho. Tiene las plumas externas de las alas de un tono azul, con revestimientos de color amarillo. La cola es puntiaguda, con la punta azul. La cabeza es distintiva, con una corona de color verde-azul, la frente naranja, y los ojos de color ámbar, con el iris amarillo y blanco. Las aves jóvenes son similares a los adultos, pero con mucho menos color naranja en la frente.

## Distribución y hábitat
Vive desde Sinaloa, en el oeste de México, zonas paracentral y costera de El Salvador,  hasta el oeste de Costa Rica. 
El perico atolero habita en una variedad de paisajes, la mayoría de ellos semiabiertos a abiertos. Estos incluyen los bordes de los bosques, los bosques caducifolios, el bosque pantanoso del Pacífico, la sabana y el matorral espinoso. También se encuentra en pastizales con árboles dispersos y plantaciones de palmeras y árboles frutales como mangos y bananas. Habita principalmente en tierras bajas y colinas, pero su rango de distribución es de hasta 1500 m.

## Subespecies
Se reconocen tres subespecies:
- Eupsittula canicularis canicularis (Linnaeus, 1758)
- Eupsittula canicularis clarae (R. T. Moore, 1937)
- Eupsittula canicularis eburnirostrum (Lesson, 1842)

## Alimentación
El perico atolero se alimenta en grupos que pueden llegar hasta cien individuos fuera de la temporada de reproducción. Se alimentan de diversas semillas, flores y frutos.

### En cautiverio
Puede ser alimentado con una gran variedad de frutos, que incluyen manzana, naranja, papaya, melón, pera, plátano, fresas, mango, guayaba, y en menos medida semillas como girasol, cacahuete y nuez. También masa (en regiones de América Central no es una buena fuente de alimentación) [cita requerida] teniendo consideración de no convertirla en el principal constituyente de la dieta. Tienen la tendencia a consumir piedras pequeñas como piedra pómez y carbonato de calcio para facilitar la digestión. En condiciones óptimas pueden llegar a vivir 30 años, sin embargo es frecuente que el ave sufra accidentes o que escape. A pesar de que la reproducción en cautiverio es posible, es difícil dado que rara vez los cuidadores toman en consideración los cambios de comportamiento durante la incubación. Puede llegar a aprender palabras cortas y raramente acciones en la convivencia regular con personas, también silbar .[cita requerida] Es un ave capaz de crear vínculos muy fuertes con el ser humano e incluso llega a reconocer a personas favoritas tras varios años de ausencia.[cita requerida]

## Amenazas
La población de este perico se ha reducido en muchas áreas, debido a la caza por el comercio ilegal de mascotas, donde lamentablemente, el 80% de los polluelos que se roban del nido mueren debido al maltrato a la hora de transportarlos. También la deforestación y quema de bosques para la agricultura o la construcción de inmuebles han hecho que muchas poblaciones del perico atolero se disminuyeran notablemente.

## Galería

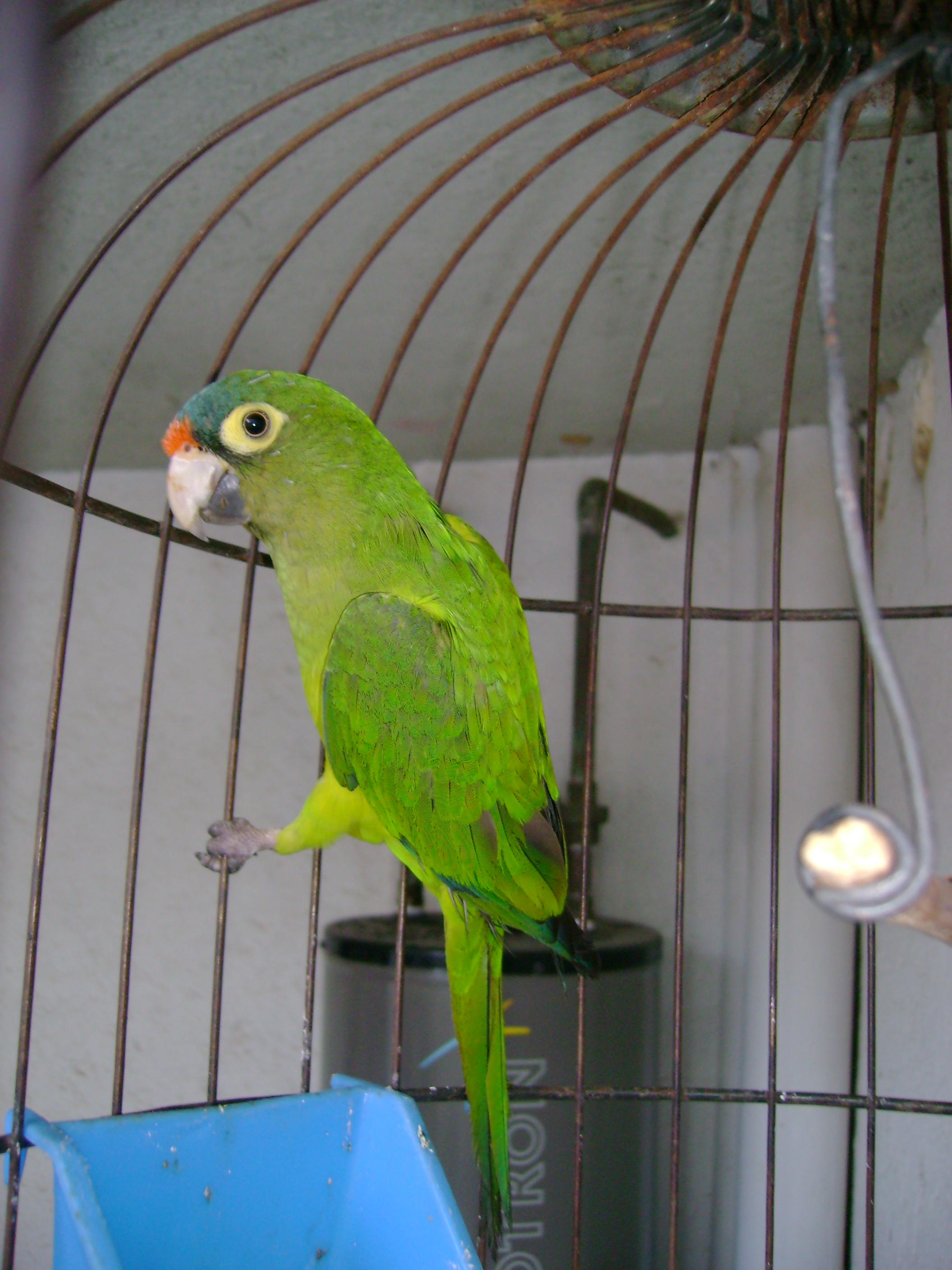
Mascota en una jaula
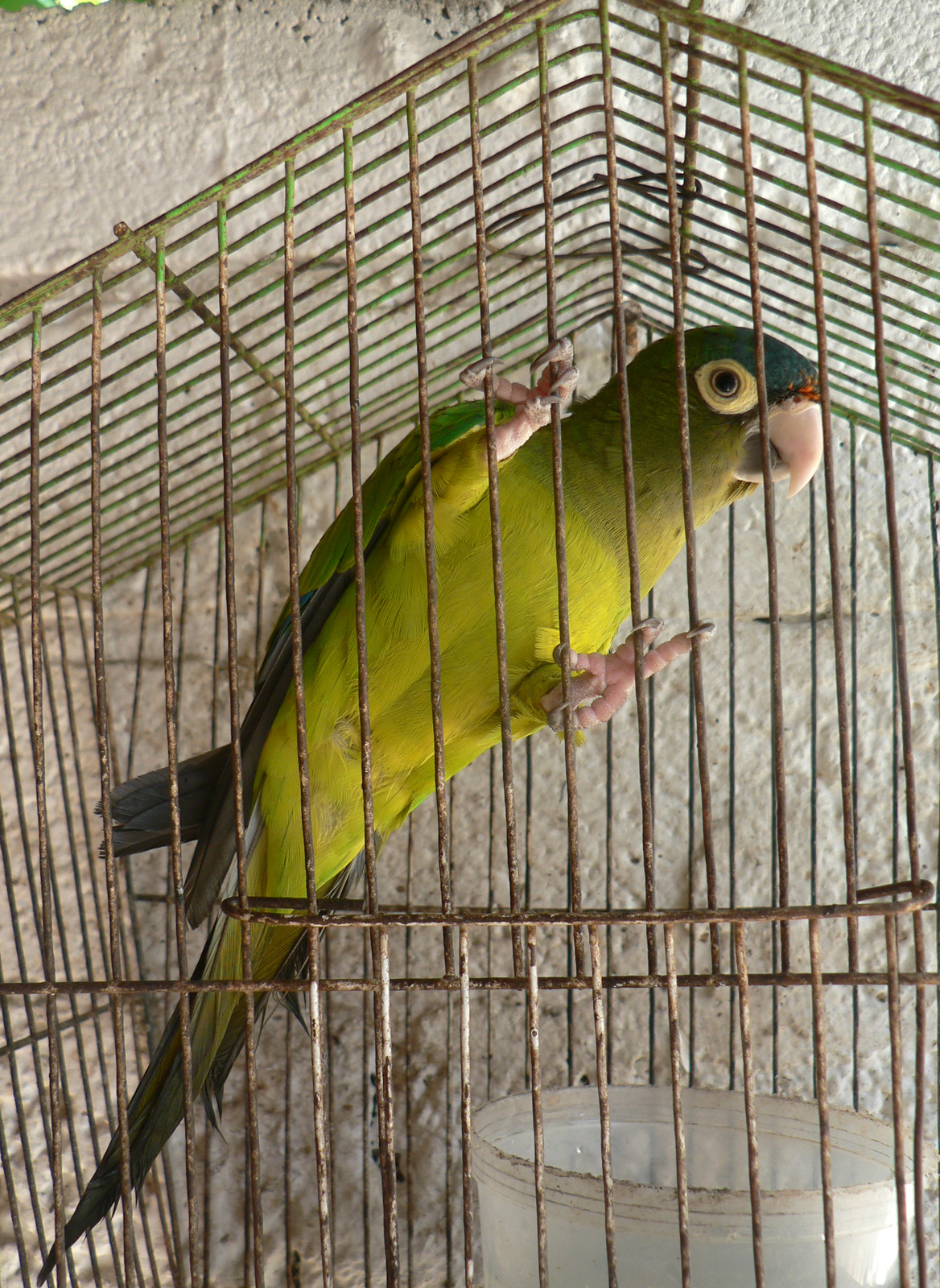
Mascota en una jaula
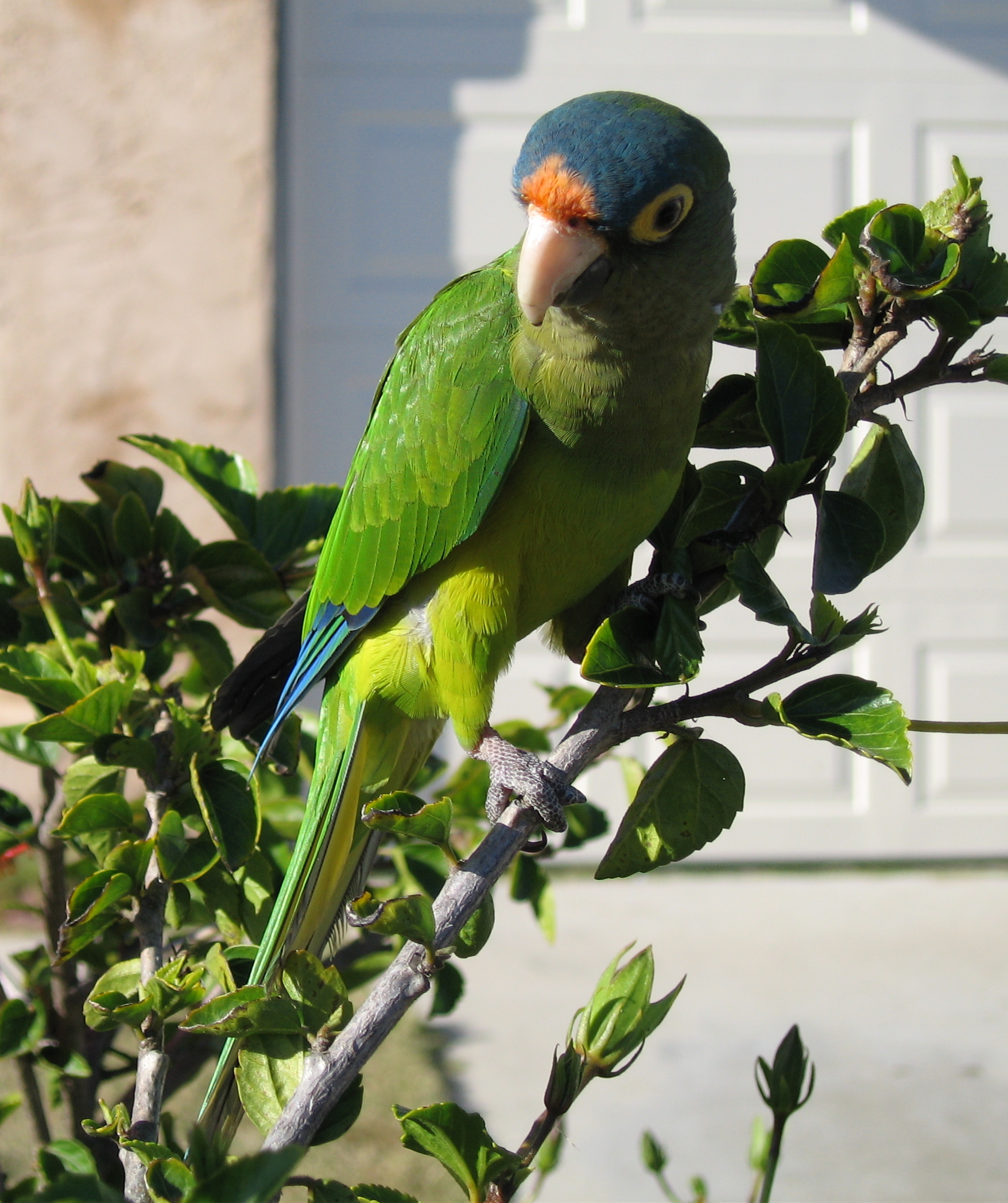
Mascota en un jardín
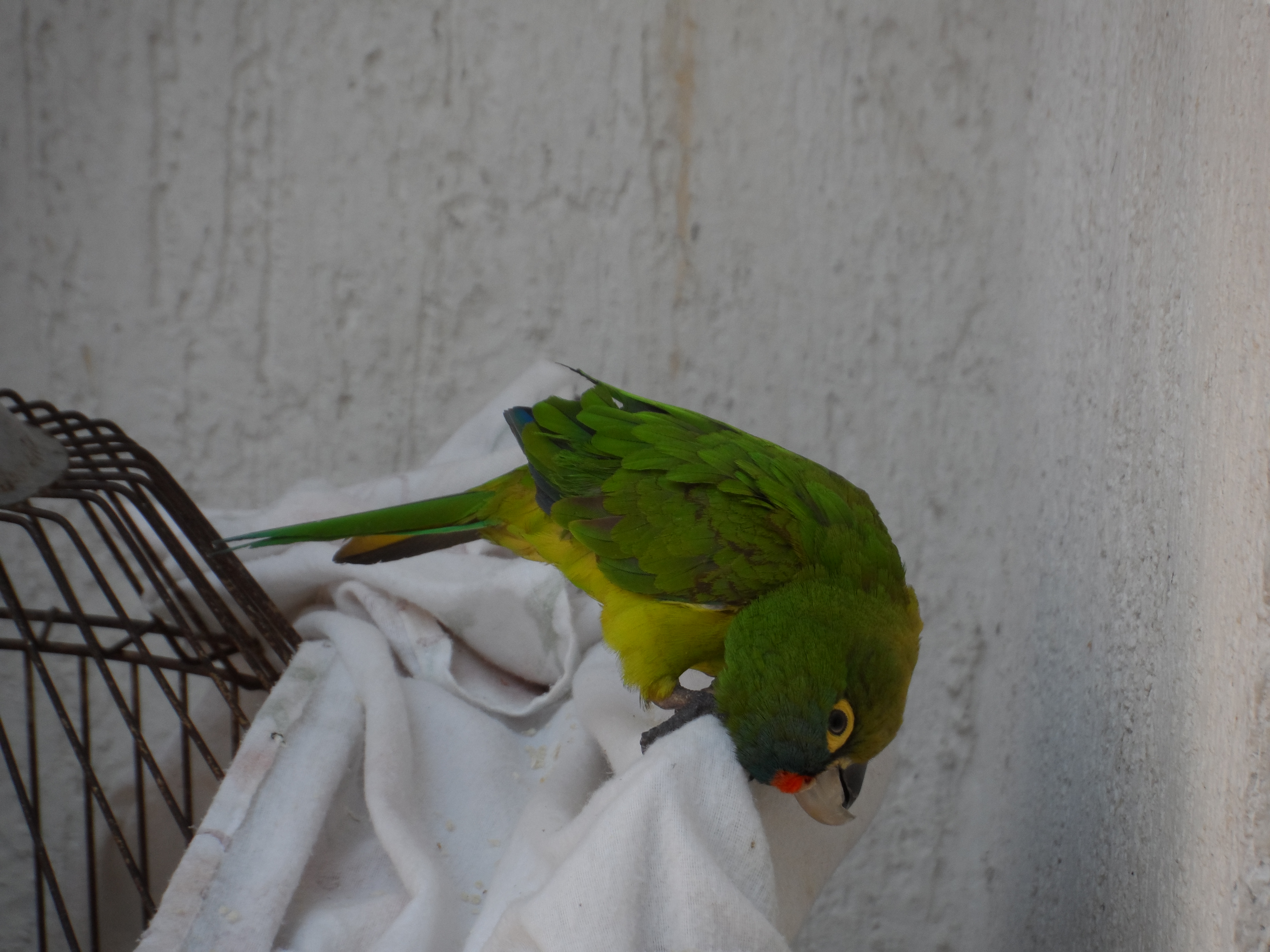
Perico rascándose
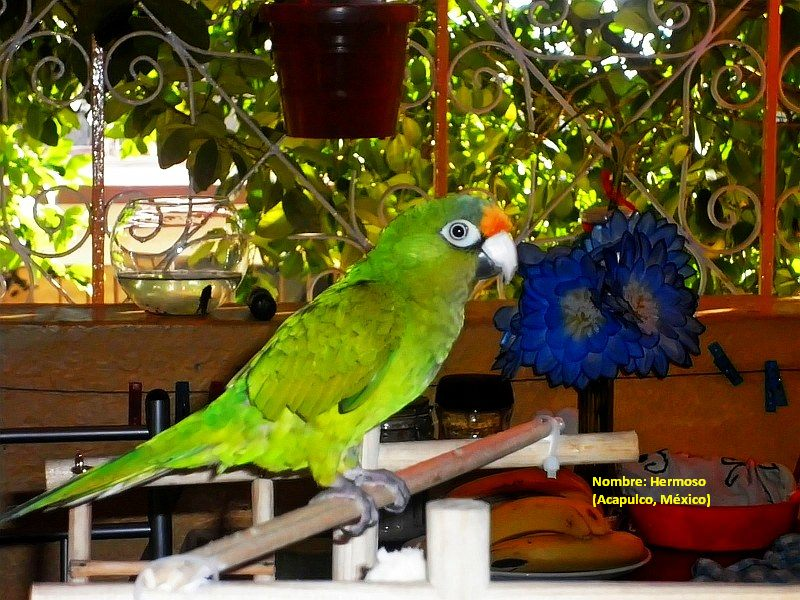
Mascota en su percha (en Acapulco, México)
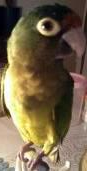
Perico atolero (Honduras)
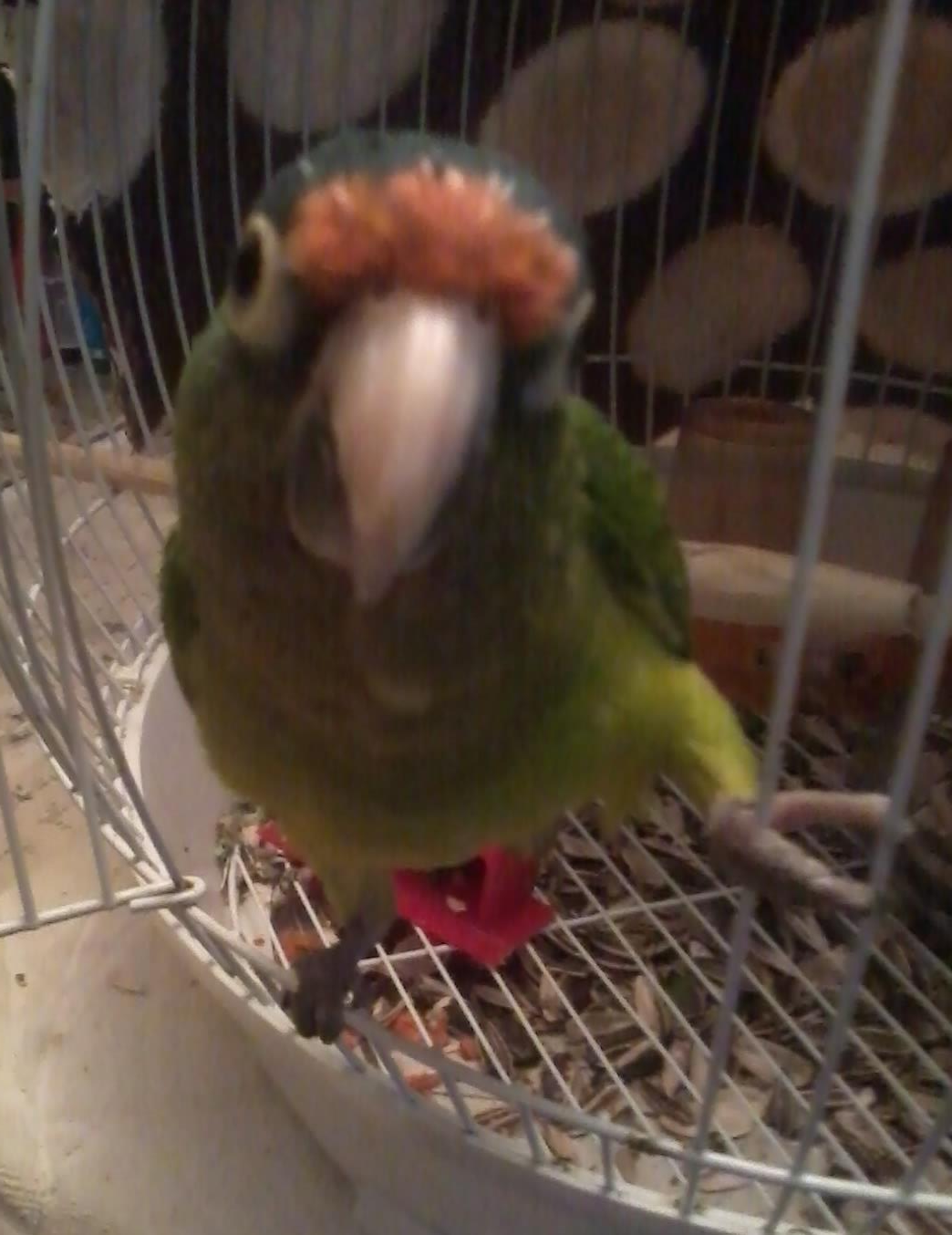
Perico en su jaula
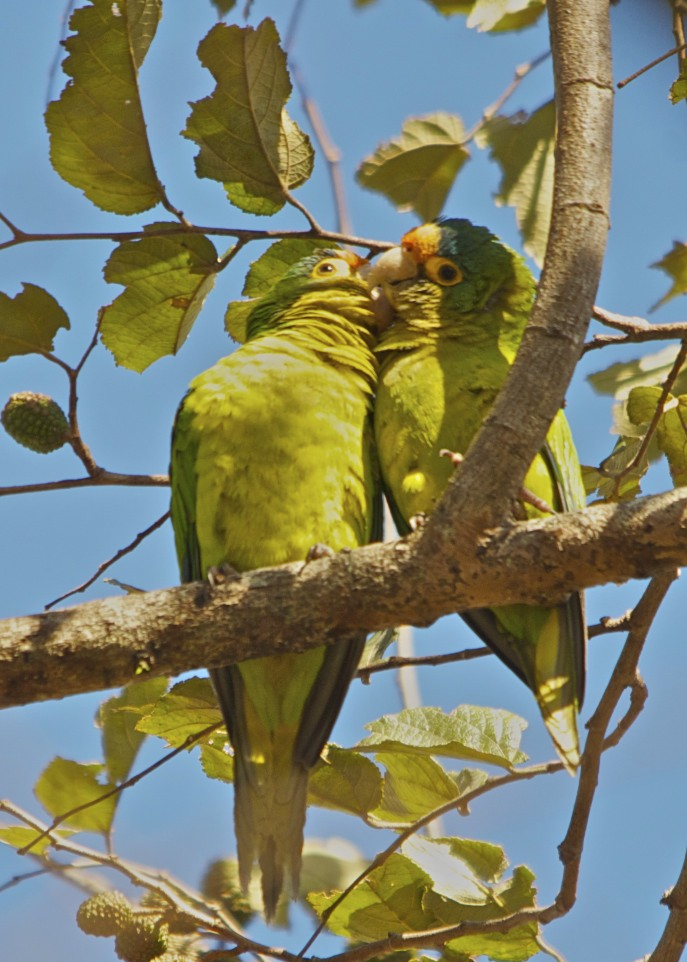
Pareja de pericos en el Volcán Rincón de la Vieja (Costa Rica)
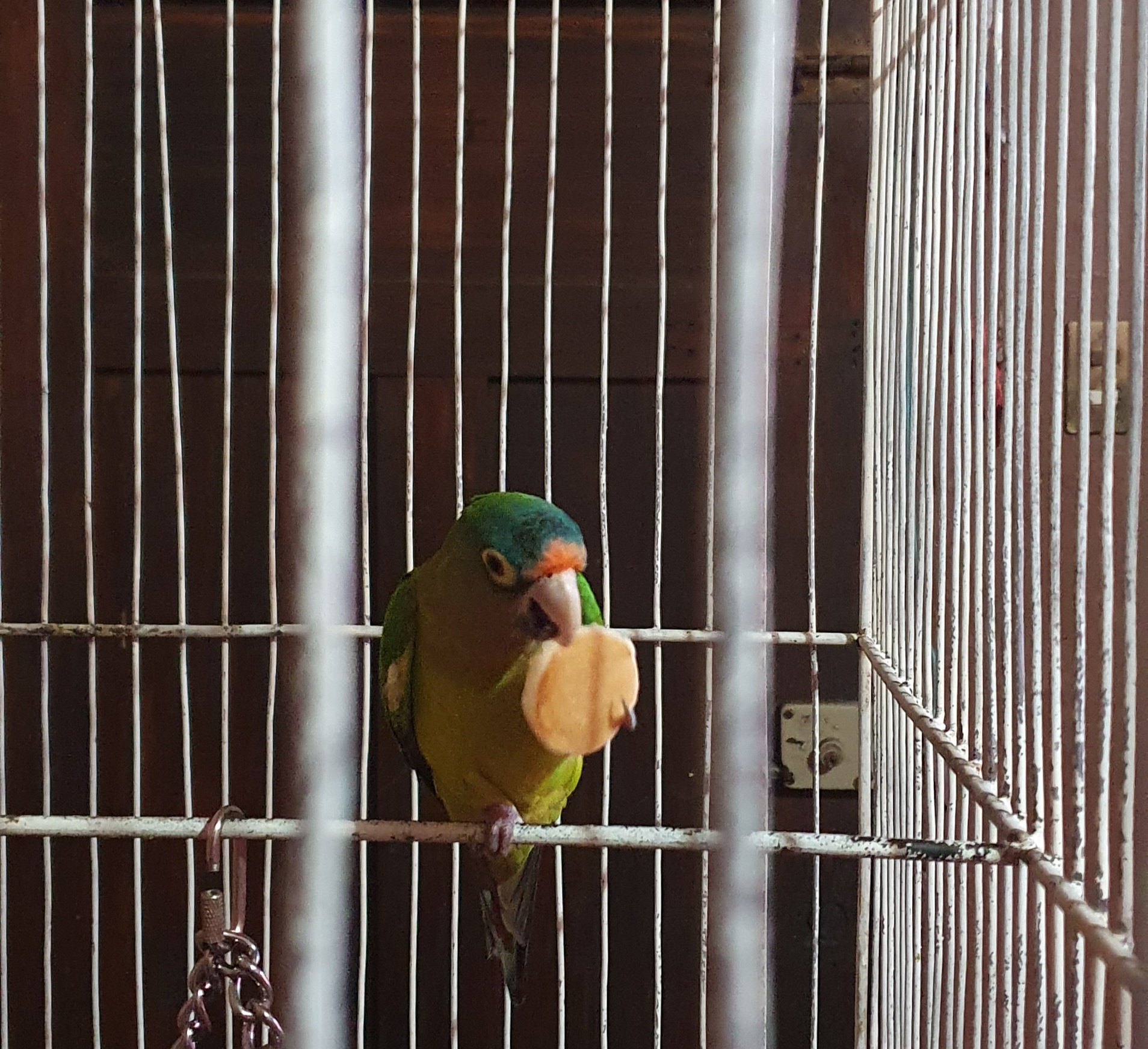
Perico comiendo un panqueque
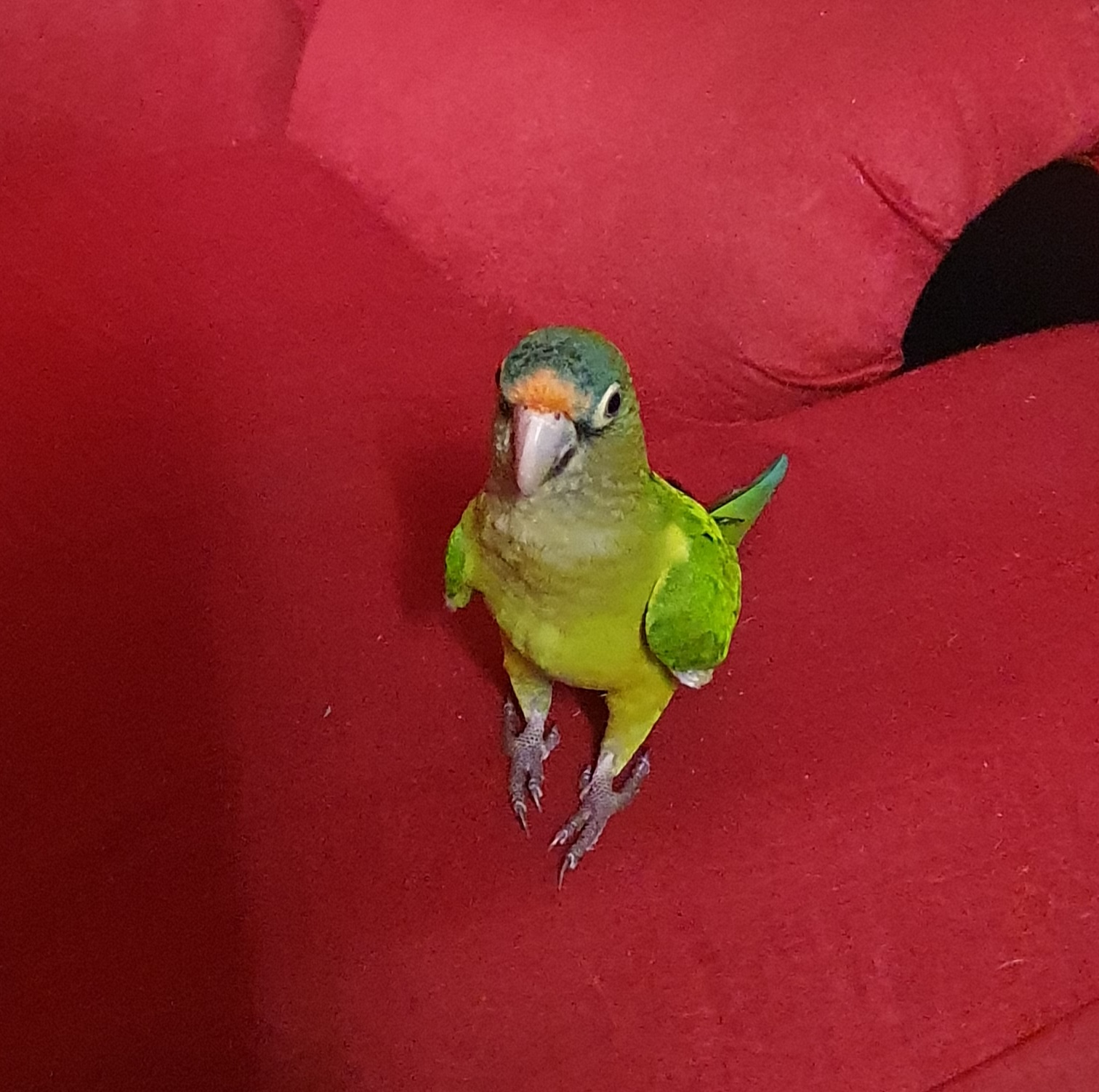
Perico atolero posando
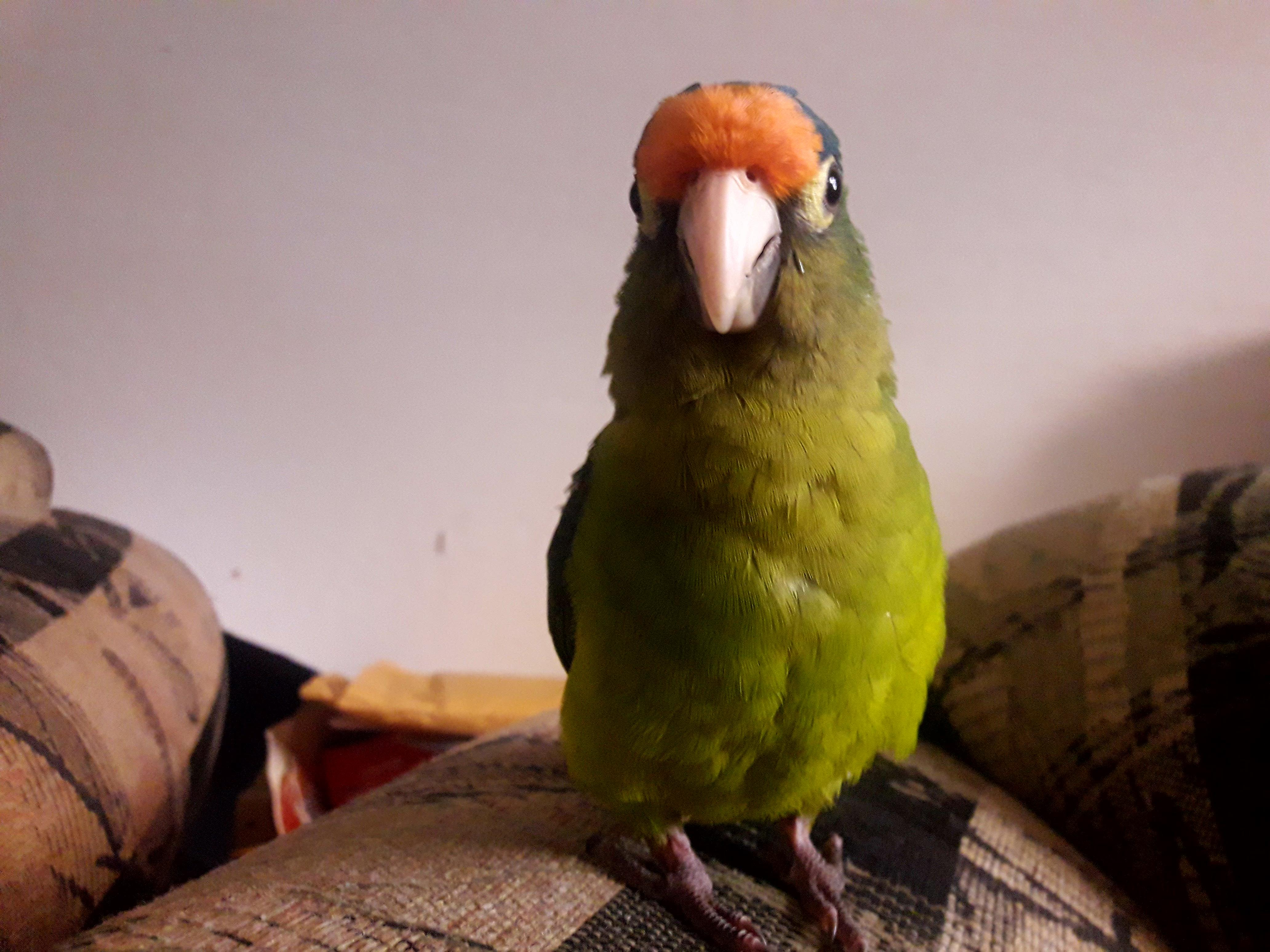
Perico en vista frontal
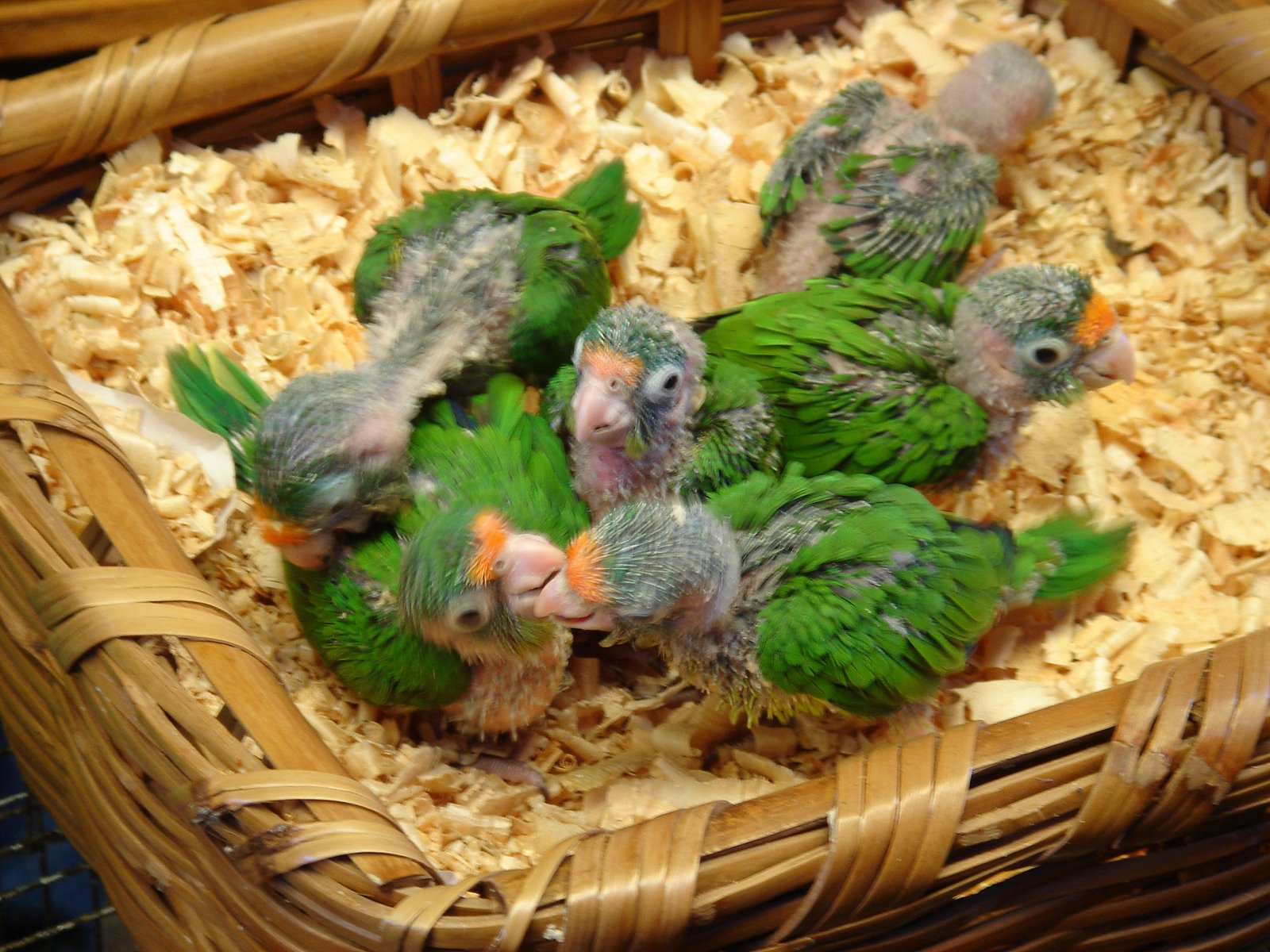
Polluelos en un nido en cautiverio en Oaxaca (México)
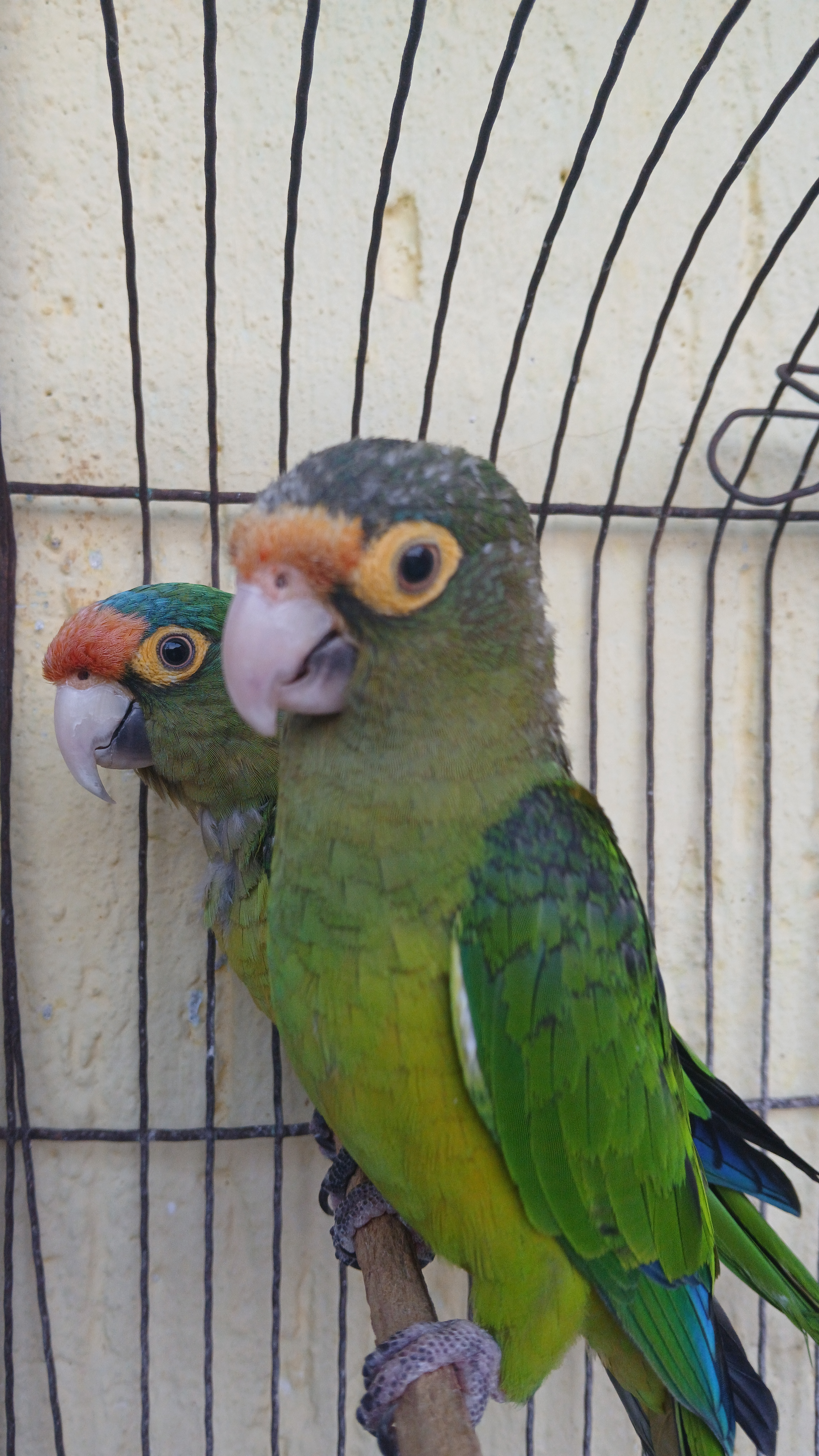
Pareja de Eupsittula canicularis.   Pepe y Lyla, México.